# Kim Wilkins

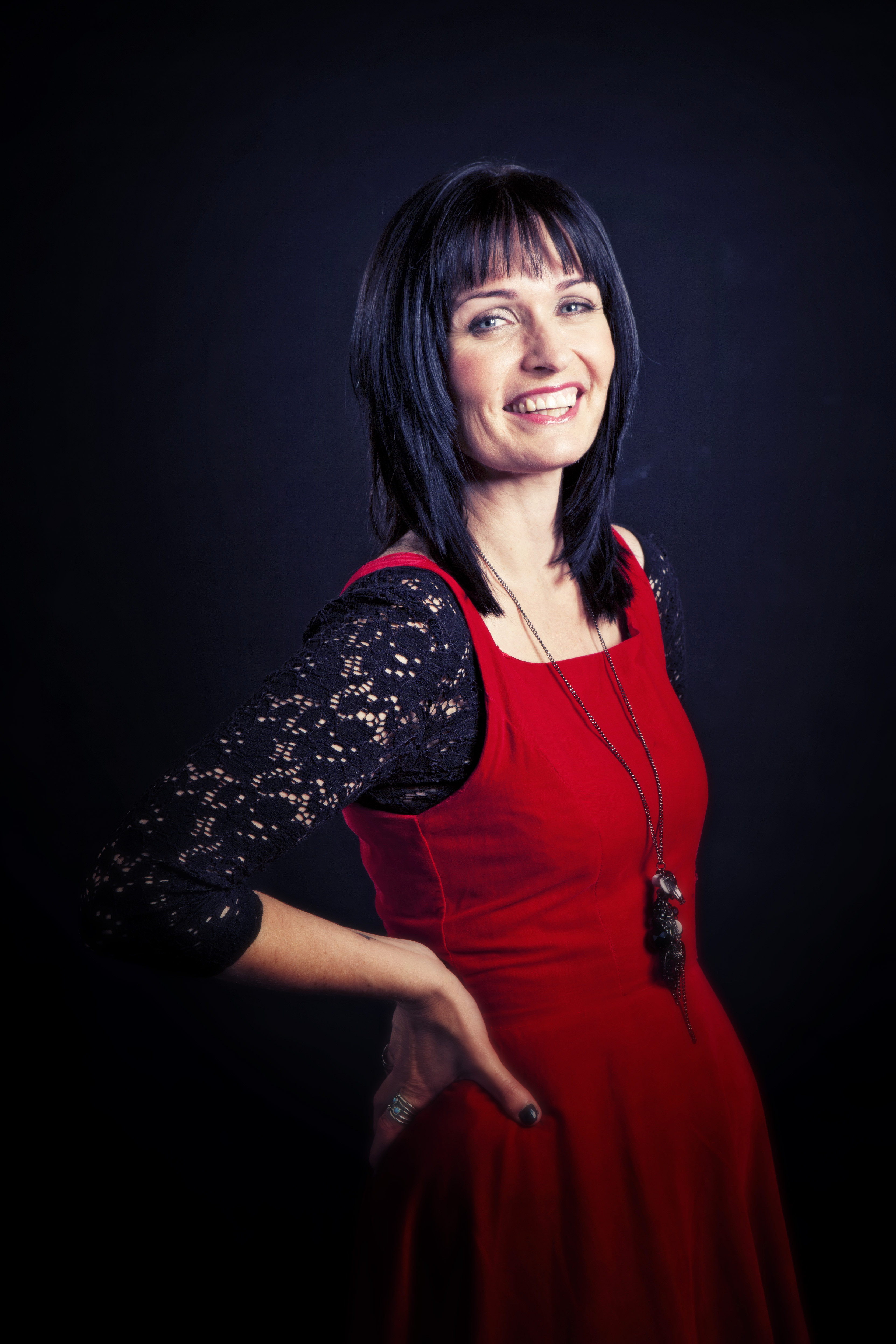
Kim Wilkins

Kim Wilkins (* 22. Dezember 1970 in London, England) ist eine australische Schriftstellerin.

## Leben
Kim Wilkens wurde mit Horror- und Fantasyromanen berühmt. Daneben schreibt sie unter anderem aber auch Kinder und Jugendliteratur.
Neben ihrem Namen nutzt sie das Pseudonym Kimberley Freeman, der Geburtsname ihrer Großmutter, unter welchem sie einige zeitgenössische Romane über starke Frauen veröffentlicht hat.
Für ihren Debüt-Roman The Infernal, in Deutsch erschienen unter dem Titel Das Teufelsmal, erhielt sie 1997 den Aurealis Award als bester Roman der Genres Horror und Fantasy.
Heute lebt und arbeitet sie zusammen mit ihrem Mann Mirko Ruckels und ihren beiden Kindern in Brisbane, Queensland.

## Werke

### Romane
- The Infernal (1997)
  - dt. Das Teufelsmal
- Grimoire (1999)
  - dt. Das magische Buch
- The Resurrectionists (2000)
- Angel of Ruin (2001)
- The Autumn Castle (2003)
- Giants of the Frost (2004)
- Rosa and the Veil of Gold (2005)
- Giants of the Frost (2005)
- Duet (2007) (Unter dem Pseudonym Kimberley Freeman)
- Gold Dust (2008) (Unter dem Pseudonym Kimberley Freeman)
- Wildflower Hill (2010), (Unter dem Pseudonym Kimberley Freeman)
  - dt. Der Wind der Erinnerung

### Jugendliteratur
- Bloodlace: A Gina Champion Mystery (2001)
- Fireheart: A Gina Champion Mystery (2002)
- Moonstorm: A Gina Champion Mystery (2003)
- Witchsong: A Gina Champion Mystery (2005)
- Nightshade: A Gina Champion Mystery (2006)
- The Pearl Hunters (2008)

### Kinderbücher
- Space Boogers (2004)
- Ghost Ship: The Sunken Kingdom I (2006)
- Tide Stealers: The Sunken Kingdom II (2006)
- Sorcerer of the Waves: The Sunken Kingdom III (2006)
- The Star Queen: The Sunken Kingdom IV (2006)

Ihre Romane wurden in Australien und auch im Ausland zum Beispiel: USA, England, Frankreich, Russland, Italien und Deutschland veröffentlicht und verkauft.

## Auszeichnungen
- 1997 Aurealis Award (speculative fiction)
- 1998 Sassy Award for popular fiction
- 2000 Aurealis Award
- 2001 Varuna Writers’ Centre Fellowship
- 2001 Aurealis Award
- 2001 Australia Council Grant for Established Writers
- 2004 Sassy Award for popular fiction
- 2004 Arts Queensland Grant
- 2007 Sassy Award for popular fiction
- 2008 Lynne Wilding Award for excellence in popular fiction
- 2009 American Library Association RUSA Reading List Award (fantasy)